# آهنگ وفا
آهنگ وفا، نام آلبومی است با صدای محمدرضا شجریان و هم‌آوازی پسرش همایون شجریان که در دستگاه ماهور اجرا شده‌است.

## شرح

### هنرمندان
- خواننده: محمدرضا شجریان و همایون شجریان
- عکس : محمد صراف و رضا تقی‌پور

طرح: مژگان شجریان

#### همنوازان گروه آوا
- محمد فیروزی: بربط (سرپرست گروه)
- سعید فرجپوری: کمانچه
- بهزاد فروهری: نی
- بهروز همتی: تار
- جواد بطحائی: سنتور
- همایون شجریان: تنبک و کمانچه آلتو

### فهرست
- پیش درآمد ساختهٔ استاد هرمزی، مدت: ۰۱:۳۵
- سلو تار مدت: ۰۰:۳۶
- تصنیف شب وصل
  - آهنگ از درویش خان، شعر از ملک الشعرای بهار) مدت: ۰۶:۳۷
- سازوآواز
  - درآمد گشایش - گشایش - داد با اشاره‌ای به حصار ماهور - خاوران - فرود به گشایش و ماهور- نهیب - فرود به بیاتِ لُر مدت: ۰۹:۲۵- غزل از سعدی
- سازوآواز 
  - بیات لر - گوشهٔ دشتی - فرود بسته‌نگار به ماهور، مدت: ۰۵:۰۲
- سلو تنبک مدت: ۰۲:۴۱
- تصنیف 	ز دست محبوب (قدیمی)، مدت: ۰۴:۰۵
- سلو بربط
  - دلکش - با قطعهٔ سه مضراب، مدت: ۰۲:۱۷
- سازوآواز
  - دلکش - قرچه - رضوی و جامه‌دران - حجاز و جامه‌دران - دلکش و فرود به ماهور، مدت: ۰۷:۵۵
- تصنیف آهنگ وفا(قدیمی)، مدت: ۰۳:۵۵
- سلو تار
  - راک، مدت: ۰۲:۱۷
- سازوآواز
  - راک - کرشمه راک - صفیر راک - گشایش و فرود به ماهور، مدت: ۰۷:۵۳
- تصنیف ز من نگارم
  - (آهنگ از درویش خان - شعر از ملک الشعرای بهار)، مدت: ۰۴:۵۰
- رنگ شهرآشوب
  - ردیف ماهور، مدت: ۰۱:۲۰

## منبع
- تارنمای محمدرضا شجریان